# Bathyraja maccaini
Bathyraja maccaini är en rockeart som beskrevs av Springer 1971. Bathyraja maccaini ingår i släktet Bathyraja och familjen egentliga rockor. IUCN kategoriserar arten globalt som nära hotad. Inga underarter finns listade.